# Žitnić
Žitnić falu Horvátországban Šibenik-Knin megyében. Közigazgatásilag Drnišhez tartozik.

## Fekvése
Šibeniktől légvonalban 23, közúton 29 km-re északkeletre, községközpontjától légvonalban 3, közúton 5 km-re délre, Dalmácia közepén, a Šibeniket Kninnel összekötő 33-as számú főút mentén fekszik. Rajta halad át a Šibenik – Split vasútvonal, melynek itt vasútállomása van. A település két részből, Donji- és Gornji Žitnićből áll.

## Története
A települést 1298-ban említik először, amikor már önálló plébánia székhelye volt. A környező településekkel együtt 1522-ben szállta meg a török és csak a 17. század végén szabadították fel a velencei seregek. 1797-ben a Velencei Köztársaság megszűnésével a Habsburg Birodalom része lett. 1806-ban Napóleon csapatai foglalták el és 1813-ig francia uralom alatt állt. Napóleon bukása után ismét Habsburg uralom következett, mely az első világháború végéig tartott. A falunak 1857-ben 521, 1910-ben 857 lakosa volt. Az első világháború után előbb a Szerb Királyság, majd rövid ideig az Olasz Királyság, ezután a Szerb-Horvát-Szlovén Királyság, majd Jugoszlávia része lett. 1991-ben lakosságának 50 százaléka szerb, 47 százaléka horvát nemzetiségű volt. A délszláv háború során még ez évben megszállták a szerb csapatok és a Krajinai Szerb Köztársasághoz csatolták, melynek ez lett a legdélibb települése. 1995 augusztusában a Vihar hadművelet során foglalták vissza a horvát erők. 2001-ben már csak öt szerb élt a faluban. A településnek 2011-ben 150 lakosa volt.

## Lakosság
| Lakosság változása | Lakosság változása | Lakosság változása | Lakosság változása | Lakosság változása | Lakosság változása | Lakosság változása | Lakosság változása | Lakosság változása | Lakosság változása | Lakosság változása | Lakosság változása | Lakosság változása | Lakosság változása | Lakosság változása | Lakosság változása |
| ------------------ | ------------------ | ------------------ | ------------------ | ------------------ | ------------------ | ------------------ | ------------------ | ------------------ | ------------------ | ------------------ | ------------------ | ------------------ | ------------------ | ------------------ | ------------------ |
| 1857               | 1869               | 1880               | 1890               | 1900               | 1910               | 1921               | 1931               | 1948               | 1953               | 1961               | 1971               | 1981               | 1991               | 2001               | 2011               |
| 521                | 649                | 645                | 680                | 809                | 857                | 680                | 951                | 915                | 949                | 869                | 807                | 665                | 510                | 195                | 150                |

## Nevezetességei
- A település déli részén Gornji Žitnićen áll Szent György tiszteletére szentelt római katolikus temploma. Egyhajós épület négyszögletes apszissal, csúcsíves boltozattal. Az apszisban található a falazott oltár. Homlokzatán a kapu felett kereszt alakú rózsaablak, feljebb az oromzaton betonból öntött nyitott harangtorony található benne egy haranggal. Az épület középkori eredetű, 1298-ban már említik. 1986-ban egy földrengésben megrongálódott. Az oltárkép Vjekoslav Andrić alkotása a délszláv háború során eltűnt, maga az épület is súlyos károkat szenvedett, de később helyreállították. A templom körül található a falu katolikus temetője, melyet kőkerítés határol.[4]
- Keresztelő Szent János tiszteletére szentelt szerb pravoszláv temploma 1982-ben épült. A templom Donji Žitnićen, a régi pravoszláv temető Gornji Žitnićen található.
- Védett műemlék a Migalov most, Čikola-folyón átívelő háromnyílású kőhíd.[5] A tört kövekből épített híd mára nagyon rossz állapotba került, egyik íve leszakadt. Csupán a hídpillér háromszög alakú hullámtörője látható. A falu másik védett kőhídja ugyancsak a Čikolán a Mrđen-malomnál található.[6] A híd négy félköríves nyílással és három pillérrel rendelkezik. Különböző méretű és formájú, durván megmunkált zúzott kőből építették, míg a háromszög alakú pillérek és a hullámtörők rétegezett kőből épültek.